# Erik Johansson (ingenjör)
Johan Erik Johansson, född 3 december 1893 i Vassända-Naglums församling, Älvsborgs län, död 1 maj 1973 i Göteborgs Johannebergs församling, var en svensk civilingenjör och motortekniker. 
Erik Johansson tog civilingenjörsexamen 1916 vid Chalmers tekniska högskola och var därefter anställd vid Götaverken. Han invaldes 1941 som ledamot av Ingenjörsvetenskapsakademien. 1955 tilldelades han Gustaf Dalénmedaljen, och blev 1963 utnämnd till teknologie hedersdoktor vid Chalmers.